# Châtelus (Allier)
Châtelus – miejscowość i gmina we Francji, w regionie Owernia-Rodan-Alpy, w departamencie Allier.

## Demografia
Według danych na rok 1990 gminę zamieszkiwało 140 osób, a gęstość zaludnienia wynosiła 21 osób/km². W styczniu 2015 r. Châtelus zamieszkiwały 124 osoby, przy gęstości zaludnienia wynoszącej 18,7 osób/km².